# Mystriophis crosnieri
Mystriophis crosnieri är en fiskart som beskrevs av Blache, 1971. Mystriophis crosnieri ingår i släktet Mystriophis och familjen Ophichthidae. Inga underarter finns listade i Catalogue of Life.